# LM3915
LM3915 se refiere a un circuito integrado que permite visualizar el nivel de un voltaje analógico de entrada al compararlo con un valor de referencia, presentando una escala de 10 pasos con una proporción de 3 dB cada uno. Puede manejar tanto dispositivos led como pantallas fluorescentes y LCD.

## Introducción
Comúnmente en la jerga electrónica se utiliza para realizar un display (Visualizador), ya que este integrado permite obtener una visualización dinámica de la señal de entrada sobre un conjunto de 10 iluminadores (generalmente dispositivos led) colocados en línea.
Esta cantidad es ampliable con el acoplamiento en cascada de varias unidades, para lo cual está preparado.
Este circuito fue diseñado por National Semiconductor, adquirida luego por Texas Instruments, y se encuentra en producción desde 1988.
En el momento de su lanzamiento había otros integrados especiales como el U237 de AEG y el UAA170 y UAA180 de Siemens, muchos discontinuados. Asimismo existen otros dispositivos de características similares, pero la familia LM391X es el estándar de facto.
Permite diseñar medidores de nivel analógicos que no son afectados por vibraciones o desgaste como los de aguja. Si bien la escala es discreta y por lo tanto con poca resolución, su uso extendido se debe a su versatilidad y bajo costo. Presentándose en el formato PDIP de 18 patas.

## Fin de vida
Texas Instruments discontinuó su producción al decidir la venta de la factoría a GFAB6 que los producía en Greenock, Escocia.
En una nota TI ha indicado el retiro (End Of Life) de los circuitos integrados originados en esa factoría durante 2017, incluyendo al LM3915 y al LM3916. Manteniendo en producción al LM3914.

## Características
Su funcionamiento se basa en 10 comparadores conectados a una serie de resistencias con varios modos de trabajo, que lo hacen versátil.
Las características de este integrado LM3915, son similares a las del LM3914 de escala lineal, pero en este la proporción entre los pasos de los comparadores es logarítmica que es más indicada para crear escalas de potencia. Existe también el LM3916 con una escala semilogarítmica especialmente diseñado para ser usado en dispositivos similares al vúmetro. Estos tres dispositivos comparten el mismo circuito interno formando la familia LM391X, variando entre ellos la proporción de los pasos de comparación y por lo tanto la escala mostrada.
Puede operar con un voltaje desde 3V hasta 25V y permite regular la corriente de salida desde 2 mA a 30 mA, por lo que no son necesarias resistencias para los displays con led y las salidas pueden dar señales tanto TTL como CMOS.

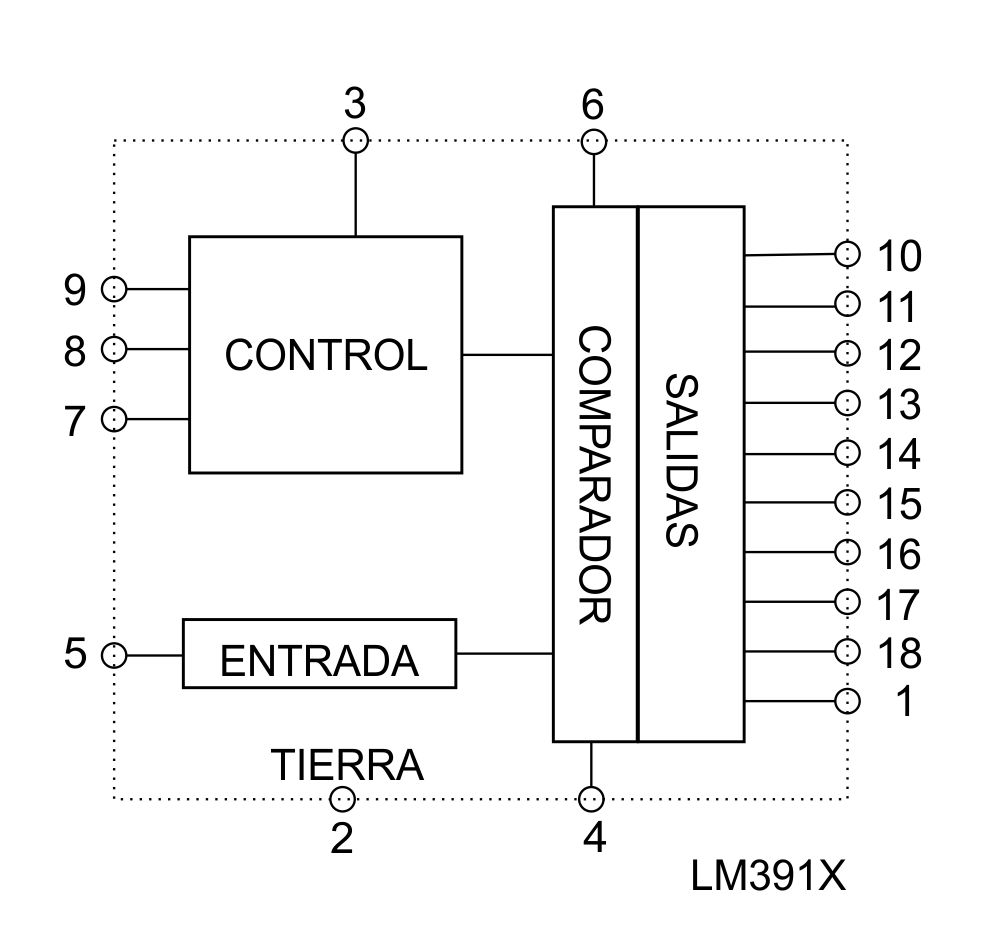
Diagrama en bloques del LM3915

## Función de cada etapa
La etapa de salida está compuesta por comparadores con colector abierto, sobre las patas 1 a 10 en forma escalonada. Las salidas se comportan como una fuente de corriente constante, determinada por la que circule desde la pata 7 a tierra.
La etapa del comparador es flotante y está compuesta por una serie de 10 resistencias que entre la pata 4 y la pata 6 tienen unos 22KΩ. La pata 4 (-) va generalmente conectada a tierra y la 6 (+) a la tensión de referencia del fondo de escala (comúnmente la pata 7). Esta etapa es la que distingue a cada integrante de la familia LM391X. En el caso del LM3915 el paso es de 3 dB con una precisión mejor que un 1 dB (típicamente menos de 0,5 dB).
La etapa de entrada en la pata 5 recibe la tensión a medir, tiene alta impedancia y protección para tensiones negativas, permitiendo ingresar con señales alternas directamente (hasta ± 35 Vpico).
La etapa de control contiene la salida de la fuente de referencia en la pata 7, de alrededor de 1,25 Volts con respecto a la pata 8.
La corriente que circule por la pata 7 determinará la corriente de salida de los comparadores, con la proporción de 1:10, así 1 mA de corriente en esta pata dará unos 10 mA de salida, típico para los led. La máxima corriente es de unos 3 mA, lo que permite hasta 30 mA por led, pero la disipación de potencia en este caso es muy crítica.
La pata 8 va comúnmente conectada a masa, pero para tener una tensión de referencia mayor se utiliza una resistencia en serie con la resistencia de la pata 7 permitiendo elevar el conjunto a la tensión de fondo de escala deseada (hasta la tensión de alimentación). El fabricante recomienda elevar la tensión de referencia a unos 10 Voltios para minimizar el error de las corrientes de polarización de los comparadores.
La pata 9 tiene tres funciones, de ser su tensión cercana a la de alimentación (~20 mV) el integrado funciona en modo barra, encendiendo las salidas acumulativamente, de ser menor a ~200 mV (su valor sin conexión alguna) el integrado trabaja en modo punto, aquí cada salida individual encenderá progresivamente. De ser su tensión aún menor, apaga la salida número 10 (máximo valor), permitiendo la realización de indicadores de más de 10 segmentos en modo punto al utilizar varios integrados en cascada donde la pata 1 del siguiente va conectada a la pata 9 del anterior.
La pata 3 es la tensión de alimentación, con valores típicos de entre 6 y 12 V. Consume unos 6 mA, más 4 veces la corriente de referencia que determinará la corriente en las salidas. Si, por ejemplo, para 10 mA por salida se requiere una corriente de referencia de 1 mA, entonces el consumo total será 1 mA x 4 = 4 mA + 6 mA = 10 mA.
Mostrando que el integrado consumirá como un led más.
Las salidas tienen un pequeño solapamiento de unos pocos milivolts, de manera que en modo punto siempre habrá un segmento encendido y la transición será más suave.
La pata 2 es la tierra, por la que pasará la corriente del integrado más los retornos de todas las salidas, así para un display de 10 mA por salida la corriente total en esta pata será de 110 mA, lo que requiere en ésta una buena conexión de tierra.

## Escala
La relación de los valores entre las resistencias de la cadena de comparación interna, tiene un paso de 3 dB (1,41 veces), dando para todo el integrado un rango de 30 dB. A partir de la tensión aplicada entre la pata 6 (+) y la pata 4 (-), cada led encenderá en pasos de 3 dB con respecto a estas.
En la hoja de datos se especifican los valores de: 6,63K; 4,69K; 3,31K; 2,34K; 1,66K; 1,17K; 0,83K; 0,59K; 0,41K y 1K.
Si el primer led se enciende a 0 dB el último led encenderá a -27 dB.
Así por ejemplo, utilizando la tensión de referencia (disponible en la pata 7) de unos 1,2V, cada led encenderá para una tensión de:
| led | voltaje | dB  |
| --- | ------- | --- |
| 10  | 1,200   | 0   |
| 9   | 0,850   | -3  |
| 8   | 0,601   | -6  |
| 7   | 0,426   | -9  |
| 6   | 0,301   | -12 |
| 5   | 0,213   | -15 |
| 4   | 0,151   | -18 |
| 3   | 0,107   | -21 |
| 2   | 0,076   | -24 |
| 1   | 0,054   | -27 |

## Su aplicación
Principalmente este integrado se utiliza en la medición de niveles de potencia de audio, ya que el oído tiene una respuesta logarítmica al nivel.
De esta manera, el encendido de cada led tendrá una relación directa con la sensación del nivel sonoro.
Este integrado es de aplicación para usos de audio como un vúmetro, aunque su escala y resolución no coinciden con el vúmetro estándar SVI.

### Ventajas
El tiempo que lleva este integrado en producción indica su versatilidad y aceptación.
Para el diseño de un medidor analógico discreto es una solución simple, precisa y económica, con un montaje sencillo y amplias prestaciones.
Hay un diseño que con 3 unidades LM3915 permite realizar un medidor con un paso de 1 dB obteniendo 30 dB de rango dinámico con excelente precisión y confiabilidad, a un bajo costo.

### Desventajas
Al ser un dispositivo que mide tensiones analógicas, no permite medir valores digitales ( AES3 o S/PDIF ). Por lo que la migración a interconexiones binarias está dejando obsoleto su uso.
Además la posibilidad de implementar configuraciones con prestaciones superiores o más específicas, a través de dispositivos programables como los PIC o Arduino ha llevado a reemplazarlo en muchas realizaciones, siendo el display solo una parte de un dispositivo, se ahorra espacio y costos.

## Reemplazo con LM3914
Al haberse discontinuado las versiones logarítmicas, se ha desarrollado para el LM3914 de pasos lineales, una adaptación logarítmica para que su escala sea apta para medir decibeles de manera de poder medir audio.